# 伊斯梅特·阿特勒
伊斯梅特·阿特勒（土耳其語：İsmet Atlı，1931年—2014年4月4日），土耳其男子摔跤运动员。他曾代表土耳其参加1952年、1956年和1960年夏季奥林匹克运动会摔跤比赛，其中1960年奥运会获得一枚金牌。